# John Hansen
John Hansen (24. červenec 1924, Kodaň, Dánsko – 12. leden 1990, Kodaň, Dánsko) byl dánský fotbalový útočník a později i trenér.

## Fotbalová kariéra

### Klubová
Svou fotbalovou kariéru začal v týmu Frem se kterým získal v sezoně 1943/44 titul. Celkem za klub odehrál 86 utkání a vstřelil 81 branek a v sezoně 1947/48 byl králem střelců.
Dne 21. listopadu 1948 odehrál první zápas v italském Juventusu. V týmu zůstal šest sezón do roku 1954. Odehrál celkem 189 zápasů a vstřelil 124 branek. Získal dva tituly v lize (1949/50, 1951/52) a vyhrál tabulku střelců v sezoně 1951/52. Je považován za jednoho z nejlepších hráčů, který oblékl dres Bianconeri, jenž byl v roce 2011 oceněn hvězdou na chodníku slávy klubu na stadionu Juventus Stadium. 
Jednu sezonu odehrál v Laziu a kariéru zakončil v roce 1960 dánském Fremu, kde působil jako trenér v roce 1956.

### Reprezentační
Za Dánskou reprezentci odehrál 8 utkání a vstřelil 10 branek. Čtyři branky vstřelil na OH 1948 proti Itálii a získal bronzovou medaili. V roce 1969 národní tým vedl jako trenér.

## Statistiky

### Klubové v Itálii
| Sezóna             | Klub               | Liga               | Liga   | Liga | Ligové poháry | Ligové poháry | Ligové poháry | Kontinentální poháry | Kontinentální poháry | Kontinentální poháry | Celkem | Celkem |
| Sezóna             | Klub               | Soutěž             | Zápasy | Góly | Soutěž        | Zápasy        | Góly          | Soutěž               | Zápasy               | Góly                 | Zápasy | Góly   |
| ------------------ | ------------------ | ------------------ | ------ | ---- | ------------- | ------------- | ------------- | -------------------- | -------------------- | -------------------- | ------ | ------ |
| 1948/49            | Juventus           | Serie A            | 24     | 15   | -             | 0             | 0             | -                    | 0                    | 0                    | 24     | 15     |
| 1949/50            | Juventus           | Serie A            | 37     | 28   | -             | 0             | 0             | -                    | 0                    | 0                    | 37     | 28     |
| 1950/51            | Juventus           | Serie A            | 33     | 20   | -             | 0             | 0             | -                    | 0                    | 0                    | 33     | 20     |
| 1951/52            | Juventus           | Serie A            | 36     | 30   | -             | 0             | 0             | LP                   | 2                    | 0                    | 38     | 30     |
| 1952/53            | Juventus           | Serie A            | 29     | 22   | -             | 0             | 0             | -                    | 0                    | 0                    | 29     | 22     |
| 1953/54            | Juventus           | Serie A            | 28     | 9    | -             | 0             | 0             | -                    | 0                    | 0                    | 28     | 9      |
| Celkem za Juventus | Celkem za Juventus | Celkem za Juventus | 187    | 124  | -             | 0             | 0             | -                    | 2                    | 0                    | 189    | 124    |
| 1954/55            | Lazio              | Serie A            | 27     | 15   | -             | 0             | 0             | -                    | 0                    | 0                    | 27     | 15     |
| Celkem v Itálii    | Celkem v Itálii    | Celkem v Itálii    | 215    | 139  | -             | 0             | 0             | -                    | 2                    | 0                    | 217    | 139    |

### Reprezentační

#### Statistika na velkých turnajích
| Reprezentace | Rok     | Zápasy       | Zápasy | Zápasy  | Zápasy           | Zápasy           | Zápasy       |
| Reprezentace | Rok     | Fáze turnaje | Datum  | Soupeř  | Odehraných minut | Vstřelené branky | Výsledek     |
| ------------ | ------- | ------------ | ------ | ------- | ---------------- | ---------------- | ------------ |
| Dánsko       | OH 1948 | 1. kolo      | 31. 7. | Egypt   | 120              | 0                | 3:1 v prodl. |
| Dánsko       | OH 1948 | Čtvrtfinále  | 5. 8.  | Itálie  | 90               | 4                | 5:3          |
| Dánsko       | OH 1948 | Semifinále   | 10. 8. | Švédsko | 90               | 1                | 2:4          |

## Úspěchy

### Klubové

#### Národní
- vítěz dánské ligy (2x)

Frem: 1943/44
- vítěz italské ligy (2x)

Juventus: 1949/50, 1951/52

### Reprezentační
- 1× na OH (1948 – bronz)

### Individuální
- 1× nejlepší střelec ligy dánské ligy (1947/48 (20 branek)
- 1x nejlepší střelec ligy italské ligy  (1951/52 (30 branek)
- 1× nejlepší střelec na OH (1948 (7 branek)